# Старе Левино
Старе Левино (рос. Старое Левино) — присілок в Мединському районі Калузької області Російської Федерації.
Населення становить 1 особу. Входить до складу муніципального утворення Присілок Глухово.

## Історія
Від 2004 року входить до складу муніципального утворення Присілок Глухово.

## Населення
| 2002 | 2010 |
| ---- | ---- |
| 8    | ↘1   |